# Reuss-Obergreiz
Reuss-Obergreiz un estado del Sacro Imperio Romano Germánico ubicado en la región del actual estado de Turingia, Alemania. El estado tuvo dos periodos de existencia en los cuales fue gobernado por dos ramas de la Casa de Reuss.
El primero abarca desde 1564 a 1616, en este Reuss-Obergreiz surgió como una partición del Condado Imperial de Reuss para la rama media de Reuss. El segundo periodo abarca desde 1625 a 1768, en donde el estado surgió de una partición de Reuss-Untergreiz o la rama mayor. En 1768, tras la muerte de Enrique III de Untergreiz, Obergreiz se convirtió en el Principado de Reuss (línea mayor).

## Historia
Los orígenes de Reuss-Obergreiz se remontan a 1564, cuando el Condado Imperial de Reuss fue repartido entre los hijos de Enrique XIII, creando consigo las tres líneas principales de la Casa de Reuss: Reuss-Untergreiz para Enrique XIV, Reuss-Obergreiz para Enrique XV y Reuss-Gera para Enrique XVI. Como residencia, Enrique XV compartió el Castillo Superior de Greiz con su hermano Enrique XIV.
Cuando Enrique XVI murió en 1578, Obergreiz quedó para sus dos hijos menores, Enrique XVIII y Enrique XIX. La administración luego pasó a manos de sus tres primos provenientes de la rama Untergreiz, Enrique II, Enrique III y Enrique V, quienes gobernaron conjuntamente desde la muerte de su padre Enrique XIV en 1572. Los cinco vivían en el Castillo Superior de Reuss.
Tras años de disputas, el territorio alrededor de Reuss-Schleiz, que hasta entonces había sido gobernado conjuntamente, fue dividido entre las tres ramas en 1598. La línea media de Reuss ganó la ciudad de Schleiz. Esto condujo rápidamente a una división, en términos económicos, del territorio adquirido. A Enrique XVIII se le permitió utilizar los ingresos de Obergreiz y a Enrique XIX, los de Schleiz. En 1607, Enrique XVIII murió sin descendencia y los ingresos de Obergreiz pasaron a su hermano. Cuando él también murió sin hijos en 1616, la línea media de Reuss se terminó de extinguir. La herencia territorial se dividió: Schleiz, con el 'pflege' Reichenfels, en adelante cayó bajo Gera (señorío de la línea joven de Reuss) y el resto de Obergreiz pasó a manos de Untergreiz (señorío de la línea más antigua de Reuss), esto incluía los pueblos de Brückla, Hain, Kauern, Lunzig y Mehla, originarios del 'pflege' Reichenfels
Cuando se extinguió la línea media, Untergreiz fue gobernado conjuntamente por los hermanos (entonces todavía menores) Enrique IV (1597-1629) y Enrique V (1602-1667). En 1625 decidieron dividir su territorio. Enrique IV recibió Obergreiz y continuó viviendo en el Obere Schloß. Enrique V se convirtió en señor de Untergreiz y eligió el Untere Schloss como su residencia.
La Guerra de los Treinta Años trajo consigo mucha destrucción y saqueos por parte de tropas errantes. En particular, las peticiones de rescate de 1627 por parte de Wallenstein y de 1632 por parte de Guillermo de Sajonia-Weimar con sus 15.000 mercenarios se cobraron numerosas víctimas. Enrique IV murió en 1629, dejando un hijo menor, Enrique I, que estuvo bajo la regencia de su madre y su tío Enrique V de Untergreiz hasta 1647. Después de que la rama Reuss-Burgk se extinguiera en 1640, el señorío se dividió entre Obergreiz y Untergreiz en 1643. Obergreiz adquirió los pueblos de Friesau, Röppisch y Zoppothen.
El 26 de abril de 1673, Enrique I, así como los demás señores de la Casa de Reuss, fue elevado al título de conde imperial. Fue sucedido en 1681 por sus tres hijos, Enrique VI y sus dos medio hermanos Enrique XV y Enrique XVI . La madre de estos dos últimos exigió un estado independiente para sus hijos. Por lo tanto, se negó a firmar el tratado que introdujo la primogenitura en 1690. En 1694 Enrique VI tuvo que aceptar una escisión, su medio hermano Enrique XVI obtuvo Reuss-Dölau. Ya no era necesaria una nueva división: el otro medio hermano había muerto en 1690.
El nuevo condado de Obergreiz, ahora mucho más pequeño que el señorío de la línea media, comprendía la mitad de la ciudad de Greiz y los pueblos de Arnsgrün, Brückla, Büna, Caselwitz, Dobia, Friesau, Fröbersgrün, Gablau, Kauern, Mehla, Röppisch, Sachswitz, Zoppothen y la mitad de Bernsgrün. En 1698, con la muerte de Enrique XVI, Dölau volvió a ser parte de Obergreiz. Esto incluía el castillo y la ciudad de Bad Dölau y los pueblos de Görschnitz, Grochlitz, Hain, Hohndorf, Klein-Reinsdorf, Kurtschau, Lunzig, Möschwitz, Naitschau, Pöllwitz, Schönbach, Settendorf, Sorge, Wellsdorf, Wolfshain y Zoghaun.
Mientras tanto, Enrique VI había hecho carrera militar más allá de las fronteras del país. En 1676 participó en el asedio de Maastricht al servicio de Orange. Desde 1683 luchó en el lado austriaco contra los turcos, donde murió en 1697 en la batalla de Zenta.
Después de su muerte, la continuidad dinástica se vio amenazada. Su hijo mayor, Enrique I, murió cuando tenía 17 años. Su hermano Enrique II murió en 1722, a la edad de 26 años. Su hijo mayor, Enrique IX, murió en 1723 a la edad de cinco años, su hermano y heredero al trono, Enrique XI, tenía sólo un año en ese momento. Estuvo bajo regencia hasta 1743, pero luego gobernó independientemente hasta su muerte en 1800.
En el año 1768 se extinguió la rama Reuss-Untergreiz. La zona cayó en manos de Obergreiz. Como todas las zonas de la antigua línea de Reuss estaban ahora unidas, el país pasó a llamarse oficialmente a partir de ese momento Reuss (línea mayor).

## Gobernantes

### Primer periodo, señores de la línea media de Reuss
- 1564-1578: Enrique XV (hijo de Enrique XIII)
- 1578-1607: Enrique XVIII (hijo de Enrique XV) junto con…
  - 1578-1616: Enrique XIX (gobernó, entre 1597 y 1616, Schleiz y sobre Obergreiz junto con su hermano Enrique XVIII hasta 1607) (hijo de Enrique XV)

### Segundo periodo, señores de la línea mayor de Reuss
- 1625-1629: Enrique IV (hijo de Enrique V de Reuss-Untergreiz)
- 1629-1673: Enrique I (hijo de Enrique IV)
  - regencia por:
    - 1629-1637 Juliana Isabel de Salm (1602-1653)
    - 1629-1647 Enrique V de Reuss-Untergreiz (1602-1667)

#### Condes de la línea mayor de Reuss
- 1673-1681: Enrique I, desde 1629 señor de Reuss-Obergreiz
- 1681-1697: Enrique VI (hijo de Enrique I), junto con...
  - 1681-1690: Enrique XV (hijo de Enrique I)
  - 1681-1694: Enrique XVI (hijo de Enrique I), desde 1694 conde de Reuss-Dölau,
- 1697-1722: Enrique II (hijo de Enrique VI), junto con...
  - 1697-1714: Enrique I (hijo de Enrique VI)
    - Regencia por:
      - 1697-1714: Enrique III de Reuss-Untergreiz (1672-1733) y
      - 1703-1714: Enrique XXIV de Reuss-Köstritz (1681-1748)
- 1722-1768: Enrique XI (hijo de Enrique II, desde 1768 señor de Reuss-Greiz), junto con...
  - 1722-1723: Enrique IX (hijo de Enrique II)
    - Regencia por:
      - 1723-1743: Enrique XXIV de Reuss-Köstritz (1681-1748)
      - 1723-1743: Henckell von Donnersmarck de Polonia